# 法尔肯贝格 (柏林)
法尔肯贝格（德語：Falkenberg，德語：[ˈfalkn̩ˌbɛʁk] ⓘ）是德国柏林利希滕贝格区的下属区。